# Karenina longicollis
Karenina longicollis là một loài côn trùng trong họ Mesochrysopidae thuộc bộ Neuroptera. Loài này được Makarkin & Menon miêu tả năm 2005.